# Ассинум
Ассинум (англ. Assinnu(m), шумер. UR. SAL, дослівно «чоловік-жінка») - термін, що позначає особу, яка віддана богині Інанна. Слово з'являється як у шумерських, так і в аккадських текстах, від середини ІІІ до середини І тисячоліття до н. е. Ці особи виконували різні функції, включаючи переодягання, ритуальні танці, зцілення та пророцтво. Наприклад, у гімні Іддін-Даган Інанні (Hymn of Iddin-Dagan to Inanna) вони йдуть перед богинею, одягнені як у чоловічий, так і в жіночий одяг. У Марі два ассину засвідчені як пророки богині.
Роль ассину була інституціоналізована, оскільки такі особи становили зв'язок між міфом і реальністю, надаючи їм божественну силу. Міфологічне пояснення їхнього існування дає сходження Інанни в підземний світ (Descent of Inanna into the Underworld), згідно з яким ассину були створені для того, щоб оживити богиню і повернути її у світ живих. Це також було виправданням їхнього явного порушення традиційних статевих ролей: не будучи ні чоловіками, ні жінками, вони уособлювали власне порушення Інанни статевих обмежень та її здатність перетворювати маскулінність на фемінність. Хоча існують свідчення того, що ассинів могли каструвати і що вони вступали в статеві стосунки з чоловіками, проте вони не були «гомосексуалістами», а радше виконували роль третьої статі.
Подібну роль виконували кургарру (kurgarrû шумер. KUR. GAR. RA), які часто з'являються разом з ассину, а також калу/кулуу (kalû/kulu’u шумер. GALA), які були плакальниками. Більше того, роль ассину була аналогічною ролі сирійських кастрованих жерців Кібели, яких називали галлами (galli).